# パラレルワールド (大石昌良の曲)
「パラレルワールド」は、大石昌良のソロ8作目のシングル。2018年3月7日にTIME IS MONEY RECORDSより発売された。

## 概要
大石昌良名義の新譜としては「君に聞かせる物語」から約1年8ヵ月ぶり、全国流通シングルとしては「幻想アンダーグラウンド」から約9年ぶり、シングルとしてはライブ会場限定CDの「PHASE ONE」以来約4年4ヵ月ぶりのリリース。
シングルリリースに先駆けてカップリング曲の「ようこそジャパリパークへ（弾き語りver.）」と「奇天烈ポエマー (弾き語りver.)」は2018年2月28日に先行配信された。
その後2018年4月5日に「パラレルワールド」のMVがYouTubeにて公開された。

## 収録
全作詞・作曲・編曲：大石昌良
1. パラレルワールド [5:01]
2. ようこそジャパリパークへ (弾き語りver.) [3:48]
3. 奇天烈ポエマー (弾き語りver.) [3:08]
4. パラレルワールド (Instrumental) [4:59]
5. ようこそジャパリパークへ (Instrumental) [3:47]
6. 奇天烈ポエマー (Instrumental) [3:04]